# Ленс Питлик
Ленс Питлик (англ. Lance Pitlick, нар. 5 листопада 1967, Міннеаполіс) — колишній американський хокеїст, що грав на позиції захисника.

## Ігрова кар'єра
1986 року, виступаючи за університетську команду, був обраний на драфті НХЛ під 180-м загальним номером командою «Міннесота Норт-Старс».
Проте професійну хокейну кар'єру розпочав лише 1990 року виступами за команду «Герші Берс» в АХЛ.
Протягом професійної клубної ігрової кар'єри, що тривала 13 років, захищав кольори команд , «Принц Едвард Айленд Сенаторс», «Оттава Сенаторс» та «Флорида Пантерс».

## Статистика НХЛ
| 1994–95   | «Оттава Сенаторс» | НХЛ | 15  | 0  | 1  | 1  | 6   |
| 1995–96   | «Оттава Сенаторс» | НХЛ | 28  | 1  | 6  | 7  | 20  |
| 1996–97   | «Оттава Сенаторс» | НХЛ | 66  | 5  | 5  | 10 | 91  |
| 1997–98   | «Оттава Сенаторс» | НХЛ | 69  | 2  | 7  | 9  | 50  |
| 1998–99   | «Оттава Сенаторс» | НХЛ | 50  | 3  | 6  | 9  | 33  |
| 1999–2000 | «Флорида Пантерс» | НХЛ | 62  | 3  | 5  | 8  | 44  |
| 2000–01   | «Флорида Пантерс» | НХЛ | 68  | 1  | 2  | 3  | 42  |
| 2001–02   | «Флорида Пантерс» | НХЛ | 35  | 1  | 1  | 2  | 12  |
| 8 сезонів | Разом             | НХЛ | 393 | 16 | 33 | 49 | 298 |